# ژوزه پسیرو
ژوزه پسیرو (انگلیسی: José Peseiro؛ زادهٔ ۴ آوریل ۱۹۶۰) بازیکن سابق و سرمربی ۶۴ ساله فوتبال اهل پرتغال است.
پس از طی دوران بی‌حاشیه به عنوان بازیکن، به عنوان مربیگری در چندین باشگاه در کشورش ادامه داد، وی در اسپورتینگ لیسبون پرتغال و در کشورهای اروپای شرقی و عربی کار کرده است و سابقه هدایت تیم ملی عربستان سعودی و نیجریه را داشته است.

## دوران مربیگری

### آغاز
پسیرو هشت سال اول خود را به عنوان مربی در رده‌های سوم و چهارم فوتبال پرتغال گذراند و در آخرین تیم خود به عنوان بازیکن-مربی شروع به کار کرد. در تابستان۱۹۹۹، او در ناسیونال منصوب شد، که او کمک کرد تا تنها در سه فصل به لیگ برتر صعود کند.. در فصل ۲۰۰۲–۲۰۰۳ او تیم را به مقام یازدهم نهایی رساند.
در ۲۰۰۳–۲۰۰۴، پسیرو به عنوان دستیار به کارلوس کی روش در رئال مادرید کمک کرد

### اسپورتینگ لیسبون
پسیرو برای فصل ۲۰۰۴–۲۰۰۵ با اسپورتینگ لیسبون قرارداد امضا کرد. پس از کسب سه باخت و دو تساوی در ۹ بازی ابتدایی خود، تیم در نهایت با ۶۱ امتیاز در رده سوم قرار گرفت
در شروع فصل ۲۰۰۵–۲۰۰۶، توسط اودینزه از لیگ قهرمانان اروپا حذف شدند، و پس از سقوط به جام یوفا، بلافاصله توسط هالمستاد حذف شدند. در ۱۶ اکتبر ۲۰۰۵، پس از شکست خانگی مقابل آکادمیکا د کویمبرا که باعث شد اسپورتینگ به رده هفتم سقوط کند، وی استعفا داد.

##### اروپای شرقی
در فصل ۲۰۰۷، پسیرو به عنوان سرمربی پاناتینایکوس یونان انتخاب شد. پس از شکست در قهرمانی سوپر لیگ یونان و همچنین باخت سنگین ۴ بر۰ در برابر المپیاکوس در جام داخلی، او مجبور به کناره‌گیری شد.
در ژوئن ۲۰۰۸، پسیرو قراردادی سه ساله با باشگاه رومانیایی راپید بخارست امضا کرد. در ۲ اکتبر، پس از حذف از جام یوفا توسط ولفسبورگ، او اخراج شد. وی تا چند روز بعد دوباره به کار خود بازگردانده شد. او در نهایت در ۱۲ ژانویه ۲۰۰۹، پس از عدم توافق بر سر یک قرارداد جدید استعفا داد.

### عربستان سعودی
پسیرو در سال ۲۰۰۹ و در جریان رقابت‌های مقدماتی جام جهانی ۲۰۱۰، جانشین ناصر الجوهر در هدایت تیم ملی عربستان سعودی شد. اولین بازی او در ۲۸ مارس انجام شد. پس از شکست ۲–۱ مقابل سوریه در افتتاحیه جام ملتهای آسیا ۲۰۱۱ وی از وظایف خود برکنار شد

### براگا
در ۳ ژوئن ۲۰۱۲، پسیرو به‌عنوان سرمربی در براگا منصوب شد. و او پس از دفع اودینزه در ضربات پنالتی، برای دومین بار در تاریخ خود به مرحله گروهی لیگ قهرمانان اروپا راه یافت.
در پایان مبارزات انتخاباتی، براگا در رتبه چهارم در لیگ قرار گرفت و پسیرو برای فسخ قرارداد با مدیریت باشگاه به توافق رسیدند

### الوحده و الاهلی امارات
پسیرو از ۱۱ نوامبر ۲۰۱۳ تا ۱۱ ژانویه ۲۰۱۵ در لیگ برتر امارات کار کرد.. در۱۰ دسامبر ۲۰۱۴ الوحده در برابر العین ۴ بر ۰ شکست خورد. وی در ۹ اکتبر قرارداد خود را با الاهلی امارات اعلام کرد.. پس از شنیدن این خبر، طرفداران به این تصمیم بر اساس رزومه ضعیف او اعتراض کردند

### بازگشت به پرتغال و مربیگری در الشارجه امارات
در ۱۸ ژانویه ۲۰۱۶، پس از قطع روابط با تیم مصری، پسیرو جایگزین جولن لوپتگی در پورتو شد.. او نسبت به سرمربی قبلی امتیازات بیشتری از دست داد و همچنین در ضربات پنالتی فینال کاپ پرتغال به تیم سابقش براگا باخت.
در ۶ ژوئن ۲۰۱۶، پسیرو قراردادی دو ساله با براگا امضا کرد. در ۱۴ دسامبر، پس از شکست‌های متوالی خانگی که منجر به حذف از لیگ اروپا و جام پرتغال شد، به ترتیب مقابل شاختار دونتسک (۲–۴) و کوویلا (۱–۲)، او اخراج شد.
پسیرو در ژانویه ۲۰۱۷ با شارجه به لیگ امارات بازگشت. الشارجه ۵ بر ۱ مقابل الوحده امارات شکست سنگینی متحمل شد و ۹ ماه بعد پس از شروع ضعیف فصل جدید وی از هدایت تیم الشارجه اخراج شد.
در ژوئیه ۲۰۱۸، پسیرو پس از ۱۳ سال دوری به اسپورتینگ بازگشت، در ۱ نوامبر، به دنبال عملکرد ضعیف و باخت ۱–۲ خانگی مقابل استوریل در مرحله گروهی جام اتحادیه پرتغال، او از وظایف خود برکنار شد. فوریه بعد، او به خانه رفت تا قراردادی را با ویتوریا گیماراس تا ژوئن ۲۰۱۹ امضا کند، که یک سال زودتر از پایان قرارداد با توافق دوجانبه آن را لغو کرد.

### ونزوئلا
پسیرو در ۴ فوریه ۲۰۲۰ به وظایف تیم ملی بازگشت. او اولین بازی خود را در ۹ اکتبر با نتیجه ۳–۰ مقابل کلمبیا در مقدماتی جام جهانی ۲۰۲۲ شکست خورد. کلمبیا توسط هموطن اش کارلوس کی روش رهبری می‌شد
در کوپا آمه ریکا ۲۰۲۱ برزیل، ونزوئلا با دو تساوی و دو شکست از مرحله گروهی حذف شد. او در ماه اوت استعفا داد، زیرا بیش از یک سال بود که در بحبوحه بحران اقتصادی کشور آمریکای جنوبی حقوق نگرفته بود

### نیجریه
در ۲۹ دسامبر ۲۰۲۱، پسیرو با فدراسیون فوتبال نیجریه به توافق شفاهی دست یافت تا جانشین گرنوت رور در راس تیم ملی شود.
در ۱۵ مه ۲۰۲۲، پسیرو سرانجام به عنوان سرمربی جدید منصوب شد. او در جام ملت‌های آفریقا ۲۰۲۳ نایب قهرمان شد و ۲–۱ مقابل ساحل عاج شکست خورد. پسیرو در ۲۲ مسابقه به‌عنوان سرمربی نیجریه ایفای وظیفه کرد و با ۱۱ پیروزی، ۴ تساوی، و ۷ شکست و میانگین امتیازگیری ۱٫۶۸ امتیاز به ازای هر مسابقه، در ۱ مارس ۲۰۲۴ سمت خود به‌عنوان سرمربی نیجریه را از دست داد.